# Blackebergs torp
Blackebergs torp  var ett tidigare torp i nuvarande stadsdelen Blackeberg i Bromma i Stockholm. Det som idag är Blackebergs gård var ursprungligen ett torp med anor från 1599. Blackebergs torp lydde  under Råcksta gård och hade således anor från 1599. I Blackeberg tillhörde den östra delen utmed Mälaren Lilla Ängby gård i Bromma socken och den västra delen tillhörde Råcksta gård i Spånga socken. Själva gården Blackeberg låg i Spånga socken och var en större sommarvilla. Av torpet i Blackeberg finns idag inga spår kvar. Huvudparten av Brommas torp har funnits, där modern bebyggelse – flerfamiljshus eller villor – idag finns. Minst 103 torp och stugor med olika funktioner bör ha funnits i Bromma, dock inte alla samtidigt. Kända torp i Bromma har bland annat varit krogar, brännerier, hem för mjölnare, smeder, skogvaktare och statare. Några av Brommas torp anlades redan på 1600-talet. Vissa torp försvann under 1700-talet. Sannolikt har fler torp och stugor, inte minst statarstugor funnits.

## "Charta öfver Blackeberg" från år 1785

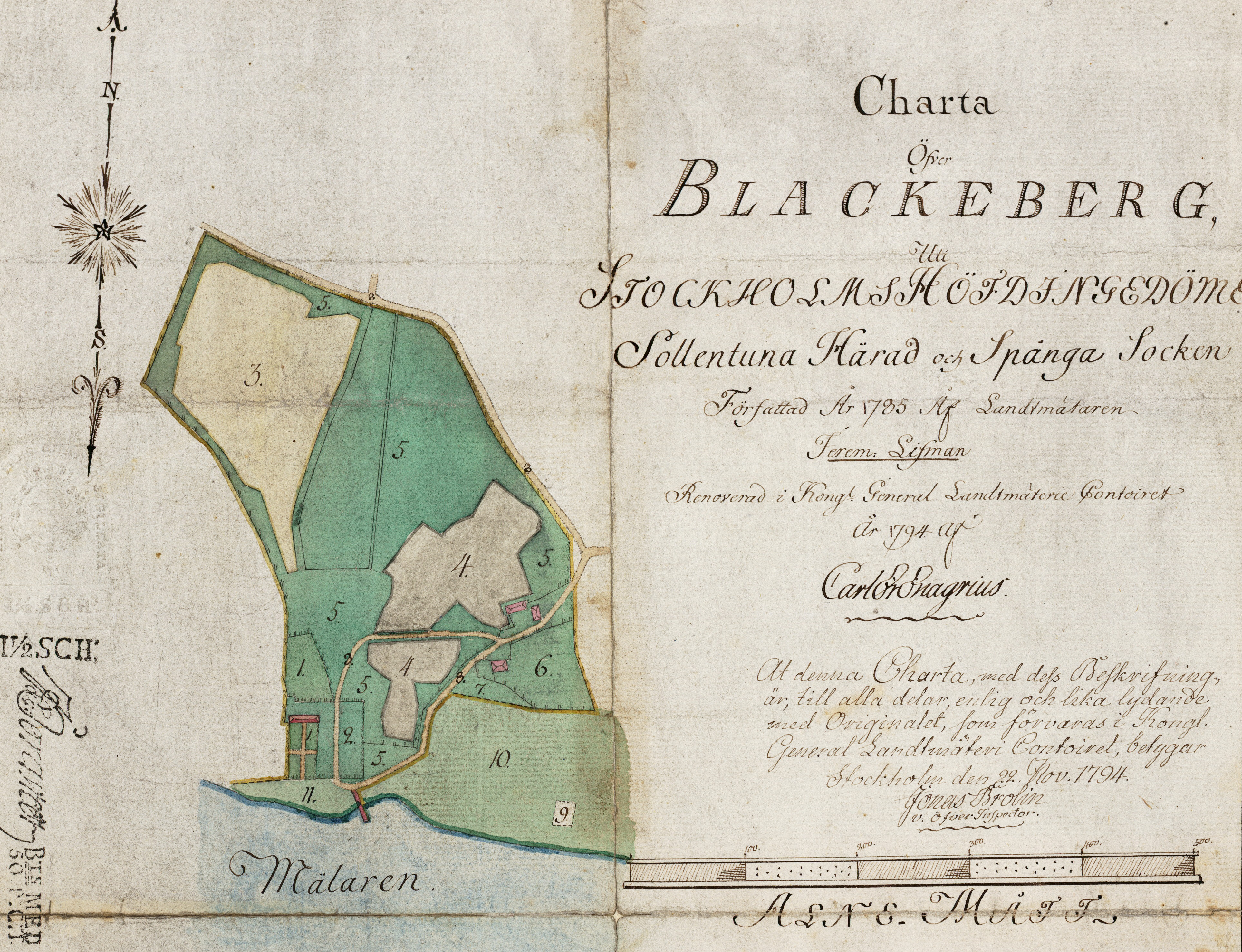
"Charta öfver Blackeberg" 1785.

År 1785 avsöndrades Blackebergs torp från Råcksta och inköptes av handelsmannen och bagaren Johan Tillander. Han använde det som sommarnöje. Torpet låg vid stranden. Från den tiden finns en karta som redovisar en beskrivning över Blackeberg, "Charta öfver Blackeberg, 1785".
"Charta öfver Blackeberg, 1785" ritades av lantmätaren Jeremias Lifman d.ä. (1745-1825) år 1794. Följande text står tryckt på kartan: Stockholms Höfdingedöme Sollentuna Härad och Spånga Socken författad år 1785 af Landtmätaren Jeremias Lifman, Renoverad i Kongl. General Lantmätare Contoiret År 1794 af Carl EnEnagrius. Att denna Charta, med dess Beskrifning,är, till alla delar, enlig och likalydande med originalet, som förvaras i Kongl. General Landtmäteri Contoiret, betygar Stockholm den 22 Nov. 1794 Jonas Brolin, v. öfverinspektor.
Jonas Brolin var kartograf vid Lantmäteriet. Kartan från 1785 visar torpet vid stranden med bland annat "trädgårdarna" och "mangården".

## Knut Ljunglöfs ägor
År 1861 inköpte snuskungen Knut Ljunglöf stora områden i Spånga och i Blackeberg. På Färingsön förvärvade han redan år 1857 Edeby gård och Tuna gård, som då var traktens största jordbruk. I Blackeberg köpte han området nere vid stranden, där egendomen Blackeberg låg, för att använda den som sommarnöje. Senare inköpte Knut Ljunglöf även hela Råckstas ägor. Knut Ljunglöf lät riva torpet Blackeberg och alla de andra byggnaderna. Den kvarstående s.k. sjövillan var Ljunglöfs sommarbostad. Det finns inga spår kvar av torpet Blackeberg.
År 1861, samma år som Ljunglöf inköpte området nere vid stranden, revs Blackebergs mangårdsbyggnad av Knut Ljunglöf, som lät bygga sjövilla, stall, såg och mjölkvarn. Anläggningen med kvarn och såg nere vid Mälaren mellan Blackeberg och Grimsta var Kvarnvikens kvarn, som han lät bygga 1882–1883. Åren 1890-1893 lät Knut Ljunglöf uppföra den stora villan, Ljunglöfska slottet med tillhörande park, Ljunglöfska parken, i Blackeberg. I parken nere vid Mälaren låg Sjövillan, som bostaden kom att kallas, den stora villan var Ljunglöfs sommarbostad. Huset kallades snart Ljunglöfska slottet, på grund av det påkostade, palatsliknande yttre. Den stora villan byggdes efter ritningar av arkitekt Gustaf Lindgren. Ljunglöf byggde dessutom stall och ladugårdar samt Kvarnvikens kvarn och såg. Utsiktstorn och orangerier byggdes också. Från orangeriet fick Knut Ljunglöf blommor både till huset i Blackeberg och till hemmet i Stockholm. Slottet och parken ligger på Blackebergsbacken intill Mälaren. Ljunglöfska villan nere vid Mälaren är en rest av Blackebergs gård och idag hyrs den bland annat ut till fester. Strax intill ligger Blackebergs sjukhem eller Blackebergs sjukhus på Blackebergsbacken. Den stora byggnaden byggdes i etapper under åren 1956 till 1972.